# Tuvalu na Letních olympijských hrách 2012
Tuvalu se účastnil Letní olympiády 2012 ve dvou sportech a zastupovali jej 3 sportovci (2 muži a 1 žena). Byla to druhá účast Tuvalu na LOH. Tuvalu nezískalo žádnou medaili.

## Seznam všech zúčastněných sportovců
| Číslo | Jméno            | Pohlaví | Věk | Sport    |
| ----- | ---------------- | ------- | --- | -------- |
| 1     | Asenate Manoa    | Žena    | 20  | Atletika |
| 2     | Tavevele Noa     | Muž     | 20  | Atletika |
| 3     | Tuau Lapua Lapua | Muž     | 21  | Vzpírání |